# 4to6
4to6為Pile及飯田穗於2014年所成立的歌唱團體，代表歌曲為《私の時計は逆回転！》。

## 簡介
Pile及飯田穗在接受アニメTV訪談中說到，團名的靈感是來自於學校放學過後的4點至6點，這段短暫且快樂的時間出去玩，總是不知不覺就到了該回去的時間，所以PV中的兩位成員才會穿著學校制服。而這次首張單曲《私の時計は逆回転！》也將延用這個概念，主題將表達出少女在回家之前那些美好的玩樂時間。也希望能夠透過這個獨立出來的團體，讓眾人能夠看到屬於他們不一樣的一面。

## 單曲輯

### 私の時計は逆回転!
《私の時計は逆回転!》是2014年8月20日發售，為4to6所唱的第一張單曲。其專輯同名單曲私の時計は逆回転!的作詞為日本動漫LoveLive!御用創作者畑亜貴老師撰寫，譜曲和製作PV皆為LoveLive!的音樂製作團隊監製。
收錄內容
1.  [4:58]
  - 作詞：畑亜貴，作曲：佐佐倉有吾，編曲：佐佐倉有吾

2.  [4:41]
  - 作詞：畑亜貴，作曲、編曲：渡辺未来

3.  [4:58]
4.  [4:41]

## 外部連結
- 飯田穗的官方Facebook粉絲團（页面存档备份，存于）

- Pile的推特頁面（页面存档备份，存于）

- 飯田穂的推特頁面（页面存档备份，存于）